# Јуре Франичевић Плочар
Јуре Франичевић Плочар (Врисник, 12. децембар 1918 – Сплит, 16. јануар 1994) био је хрватски и југословенски књижевник, песник и романописац. Сматра се једним од четири највећа чакавска песника 20. века, а роман Распуклине његовим најбољим прозним делом. Године 1974. добио је НИН-ову награду за роман Вир.
Од 1973. године био је ванредни, а од 1988. године редовни члан Хрватске академије знаности и умјетности.

## Биографија
Јуре Франичевић Плочар рођен је 1918. године у селу Вриснику на острву Хвару. Родио се као шесто дете у земљорадничкој породици Анте и Ане Франичевић. У родном месту завршио је основну школу. Гимназију је започео код брата, учитеља у Бискупији код Книна, наставио у Шибенику и трећи разред гимназије полаже у Сплиту. У четвртом разреду одустаје од даљњег школовања и враћа се у родни Врисник где почиње да пише, али своје прве песме објављује тек 1940. године у сплитском локалном листу.
Други светски рат и окупација Далмације затичу га као младог члана Комунистичке партије. У почетку се бави илегалним радом, а затим се 1942. године прикључује биоковским партизанима. Током рата обавља низ политичких и војних дужности. По завршетку рата ради као новинар у партијском недељнику Напријед у Загребу а затим се враћа у Сплит на посао директора Градске библиотеке и обавља разне војне и политичке функције све до 1970. када се интензивно посвећује књижевном раду. Један је од оснивача часописа Могућности 1954. године и био је члан уредништва од оснивања до 1958.
Био је председник Хрватске матице исељеника од 1968. до 1970. године. Од 1973. године био је ванредни, а од 1988. године редовни члан Хрватске академије знаности и умјетности.

## Књижевни рад
Први књижевни покушаји Јуре Франичевића Плочара су роман о животу и осиромашењу хварског сељака у доба винских криза и руковет песама, али почиње да објављује тек 1940. године у сплитском Хрватском гласник, када је објавио своје прве четири песме. Прва објављена песма била је Пут у свјетлост Озбиљнији књижевни рад започиње 1943. године објављивањем збирке предратних и ратних песама Преко ровова, потписане под ратним псеудонимом Јурај Плочар. То је била прва збирка хрватске партизанске лирике. Први његов роман био је Глуха звона из 1956. Роман Распуклине сматра се његовим најбољим делом. За роман Вир 1974. године добио је НИН-ову награду за роман године. Његова дела преведена су на више језика.
Плочареви књижевни почетци и афирмација везани су за поезију која је у почетку анегдотална и епична, драматична и патетична, често елегијске интонације, која касније прераста у лирску, често баладе. Сматра се једним од четири највећа чакавска песника 20. века. Његове песме на чакавском наречју одликују се елементима хумора. Настајале су истовремено са осталим, али су објављене тек 1974. у књизи Шака земје.
У коауторству с братом Марином, песником и књижевним историчаром и критичаром, 1952. године написао је драму На отоку. Касније је за Радио Загреб написао још две драме: Разлаз у кругу 1963. и Стид 1964. године.
Главнину његовог књижевног рада чине приповетке и романи, углавном сличних мотива, с ратом као позадином. Романи Глуха звона (1956), Распуклине (1957) и Звони на небо (1961) сматрају се својеврсном трилогијом.

## Награде
Јуре Франичевић Плочар добитник је многих награда међу којима су:
- НИН-ова награда за роман Вир 1974.[2]
- Награда Владимир Назор за животно дело 1983.[3]